# Madarosis

En medicina, se utiliza el término madarosis para designar la pérdida parcial o total de las pestañas o de las cejas. Puede obedecer a numerosas causas, tanto locales como generales. En ocasiones se utiliza el término madarosis ciliar para hacer referencia a la pérdida de las pestañas y el de madarosis supraciliar para definir la pérdida parcial o total del pelo de las cejas.

## Causas
La madarosis no es una enfermedad, sino un signo que puede deberse a varias causas que se clasifican en cuatro grupos:
- Locales. Por ejemplo, quemaduras que afectan a las pestañas y dejan secuelas, tumores que afectan al párpado y secuelas de radioterapia que se aplica sobre la zona para tratar tumores del párpado.
- Enfermedades de la piel. Entre ellas la psoriasis que afecta a los párpados y la alopecia areata universal, es decir la pérdida de pelo en toda la superficie corporal que afecta también a las cejas y las pestañas.
- Enfermedades generales. Por ejemplo, el lupus eritematoso sistémico, el hipotiroidismo y la lepra cuando afecta a la cara.
- Por extirpación. Por ejemplo, en la enfermedad de origen psicológico denominada tricotilomanía, en la cual el paciente se arranca de forma compulsiva el pelo de determinadas zonas corporales.